# Coudoux
Coudoux település Franciaországban, Bouches-du-Rhône megyében. Lakosainak száma 3775 fő (2022. január 1.). Coudoux Éguilles, La Fare-les-Oliviers, Lançon-Provence, Velaux és Ventabren községekkel határos.

## Népesség
A település népességének változása:
| Lakosok száma | 880  | 2228 | 2360 | 3292 | 3529 | 3631 | 3765 | 3702 | 3668 | 3775 |
|               | 1968 | 1982 | 1990 | 2006 | 2013 | 2015 | 2017 | 2019 | 2020 | 2022 |